# Melithaea
Melithaea är ett släkte av koralldjur. Melithaea ingår i familjen Melithaeidae.

## Bildgalleri

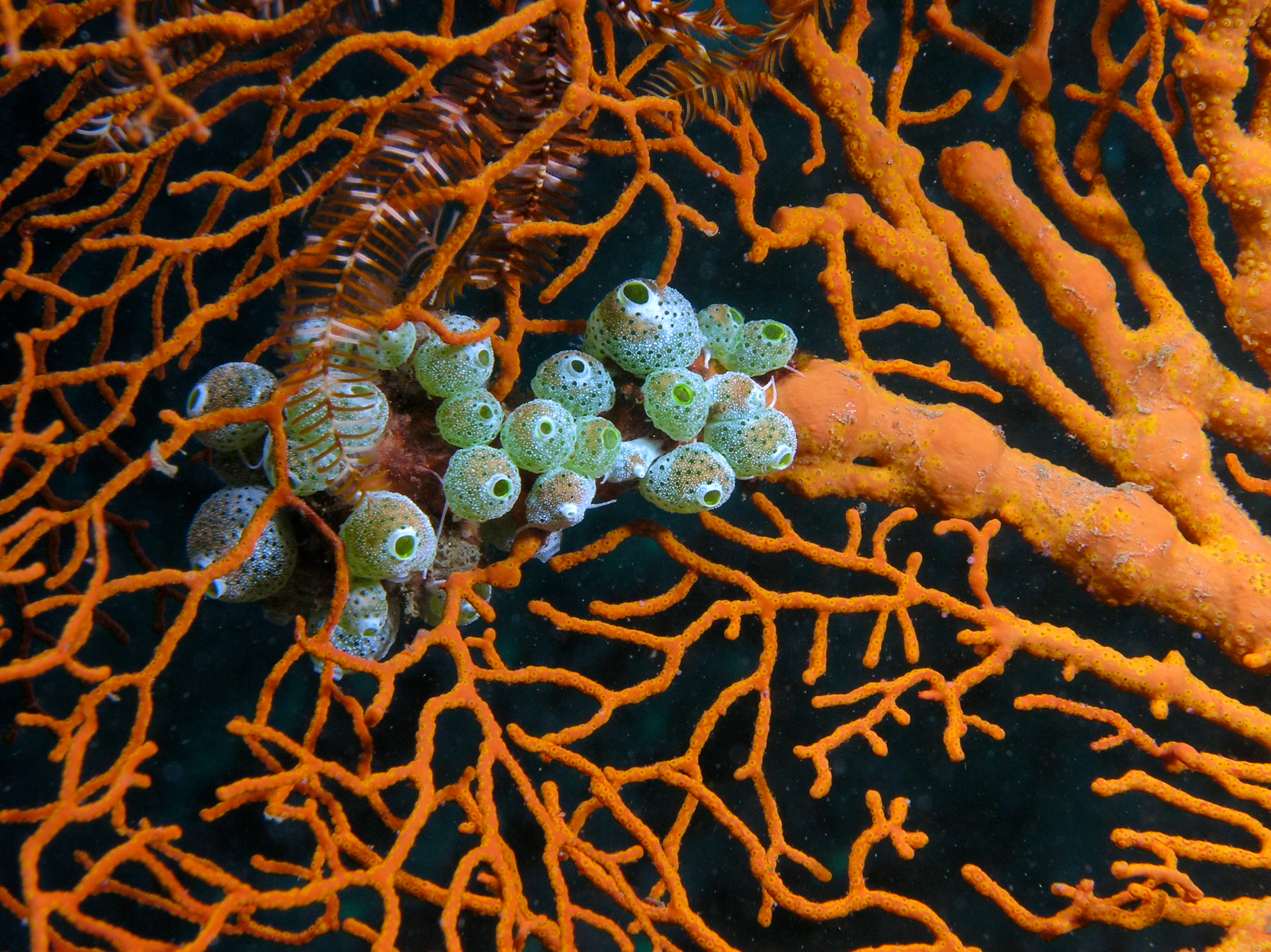
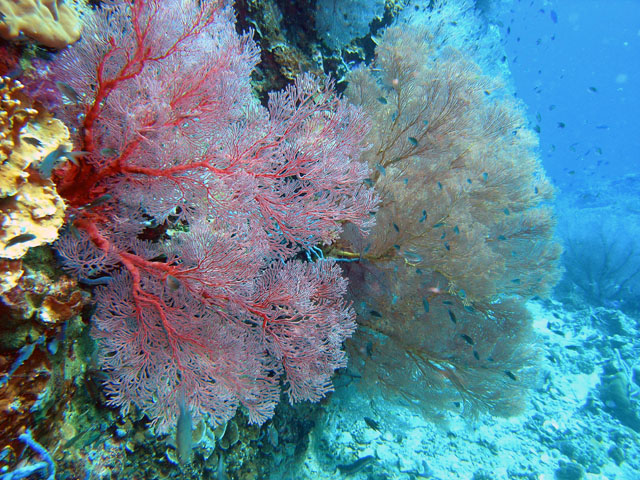
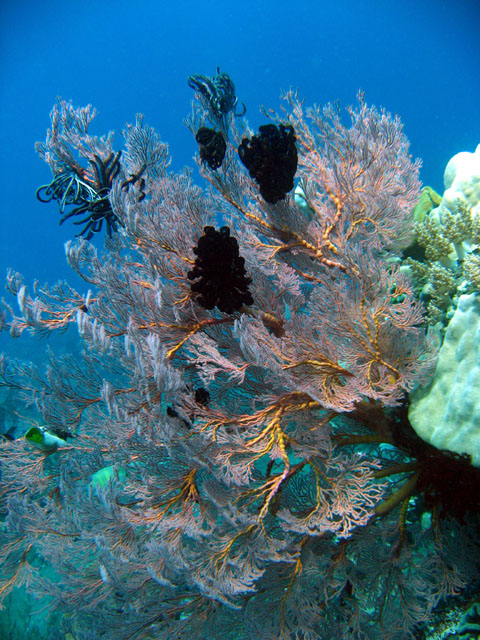
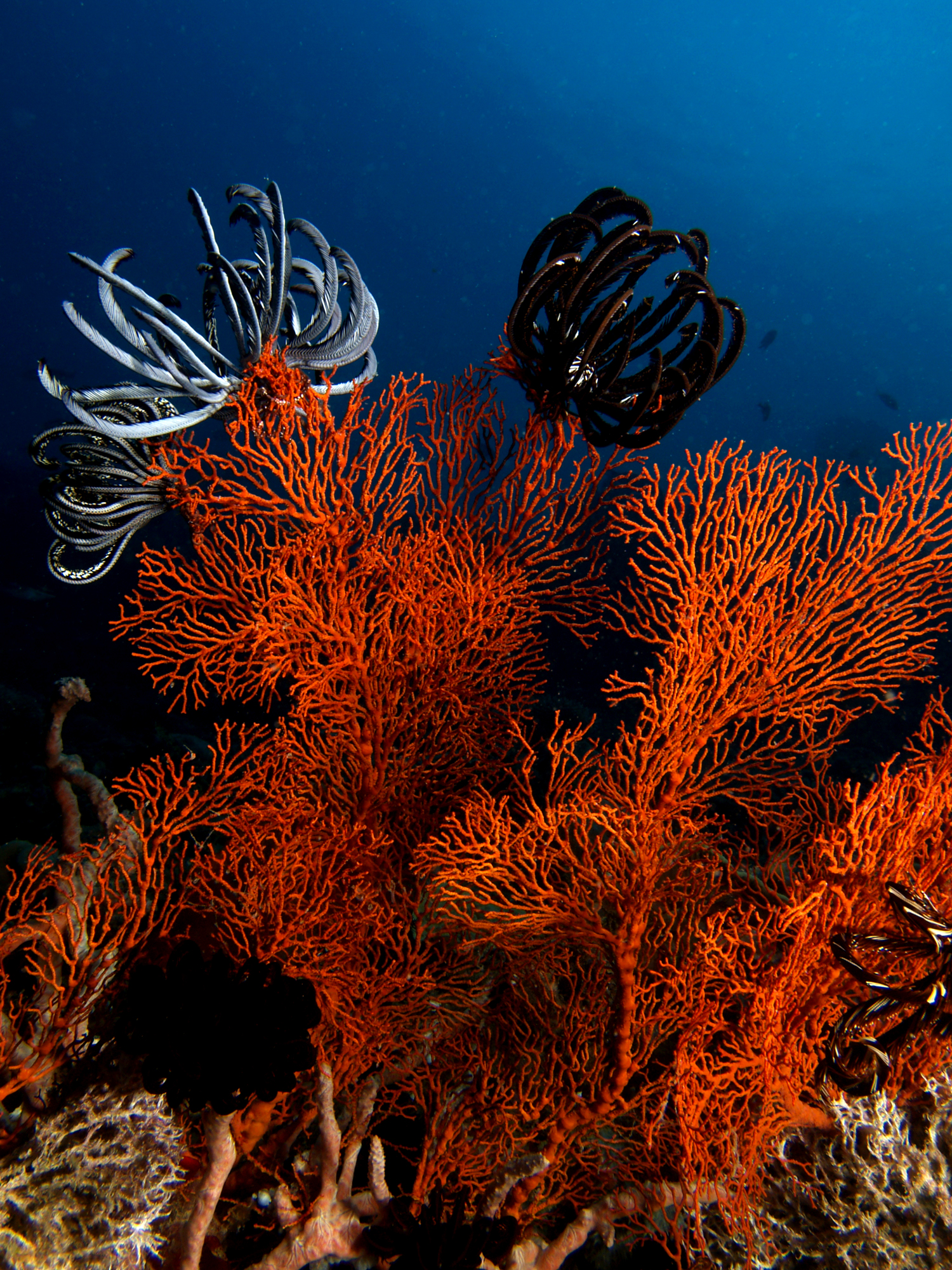
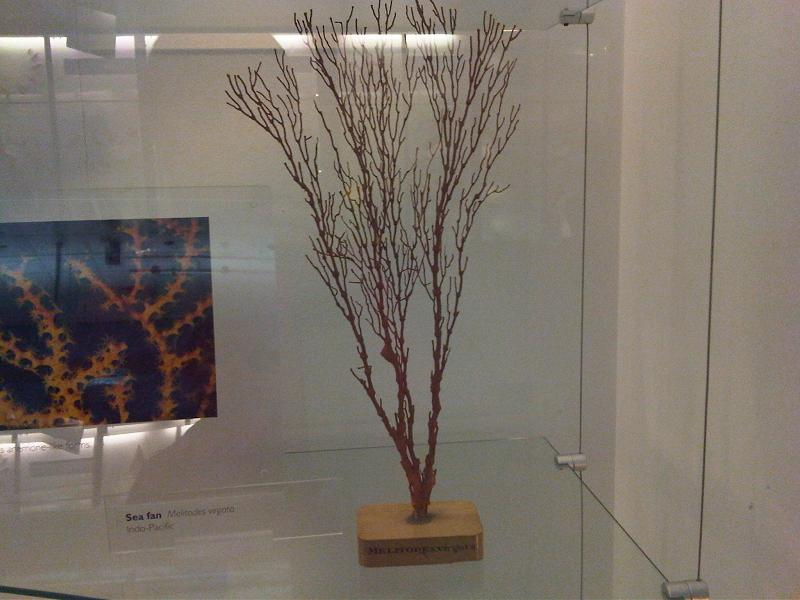

## Dottertaxa tillMelithaea, i alfabetisk ordning[1]
- Melithaea africana
- Melithaea albitincta
- Melithaea arborea
- Melithaea caledonica
- Melithaea densa
- Melithaea esperi
- Melithaea flabellata
- Melithaea flabellifera
- Melithaea flabellum
- Melithaea fragilis
- Melithaea laevis
- Melithaea linearis
- Melithaea mertoni
- Melithaea modesta
- Melithaea moluccana
- Melithaea nodosa
- Melithaea occidentalis
- Melithaea ochracea
- Melithaea ornata
- Melithaea pulchella
- Melithaea rugosa
- Melithaea splendens
- Melithaea squamata
- Melithaea squamosa
- Melithaea stormii
- Melithaea sulfurea
- Melithaea tenella
- Melithaea thomsoni
- Melithaea variabilis
- Melithaea virgata